# 塔尔梅辛
塔尔梅辛是德国巴伐利亚州的一个市镇。总面积80.55平方公里，总人口5169人，其中男性2592人，女性2577人（2011年12月31日），人口密度64人/平方公里。